# Огњен Короман
Огњен Короман (Пале, 19. септембра 1978) фудбалски је тренер и бивши репрезентативац Србије у том спорту. Најчешће је играо на десном боку везног реда.

## Клупска каријера
Своје прве фудбалске кораке направио у млађим категоријама сарајевског Жељезничара. Са почетком рата са породицом се сели у Београд и наставља у Црвеној звезди где су га следећих шест година тренирали Тома Милићевић, Владимир Петровић Пижон и покојни Зоран Антонијевић. За све што је научио у фудбалу се захваљује њима тројици. Међутим, када је напунио осамнаест година тадашње руководство је проценило да клубу није потребан и био је практично отеран са Маракане.
Носио је дресове крагујевачког Радничког од 1997. до 1998. и суботичког Спартака до 2000. године, а афирмисао се у дресу ОФК Београда, за који је наступао од 2000. до 2002. године. Као фудбалер плаво-белих са Карабурме дебитовао је и у дресу репрезентације СР Југославије.
Каријеру је 2002. године наставио у Русији у којој је провео пет година и пружао стварно добре партије тако да је две године за редом проглашаван најбољим странцем Премијер лиге Русије. Био је и најбољи стрелац и фудбалер Динама из Москве у којем је провео две успешне године. Одатле одлази у Крила Совјетов одакле се, после две и по године, сели у Терек из Грозног. После три месеца је уследио позив Милана Мандарића и заиграо је у Премијер лиги, у екипи Портсмута из истоименог града, за ког постиже једини погодак у последњем колу против Ливерпула.
У Црвену звезду је стигао у зимском прелазном року 2007. године. Допринео је освајању дупле круне постигавши три гола на 15 мечева, а од тога је најзначајнији погодак постигао у финалу Купа против Војводине за вођство од 1:0 у 62. минуту, а коначан резултат био је 2:0 за црвено-беле, који су на тај начин одбранили дуплу круну у сезони 2006/07, јер су на крају шампионата имали огромних 17 бодова више од вечитог ривала.
Огњен је наредне сезоне у квалификацијама за Лигу шампиона постигао победоносни гол против Левадије (1:0), али екипа није успела да елиминише Глазгов Ренџерс у одлучујућој рунди квалификација. Звезда је ипак такмичење у Европи наставила у Купу УЕФА, где је Короман у групној фази постигао гол против Бајерна (2:3) у Београду. Два гола је постигао у ремију против Партизана (2:2), али и поред тога што Звезда није поражена те сезоне у шампионату и што је била најефикаснији тим лиге уз победу од 4:1 против комшија у другом делу сезоне, није стигла до титуле. Короман је у сезони 2007/08. одиграо 41 меч у свим такмичењима, постигао осам голова и уз Ненада Милијаша био најбољи играч екипе. Изабран је и у идеални тим шампионата по избору Спортског журнала.
Ни наредна сезона није била успешна за Звезду, која је имала лош почетак сезоне. Короман је у свим такмичењима забележио 27 наступа уз четири поготка, да би каријеру наставио у јужнокорејском Инчону, где је играо као позајмљен фудбалер од 2009. до 2010. године. У Звезду се вратио у сезони 2010/11, али није поновио одличне игре из ранијег периода. На 28 сусрета постигао је само два гола. Играо је још једном и за Крила Совјетов од 2011. до 2012. године.

## Репрезентација
За репрезентацију Југославије, касније СЦГ и на крају Србије наступио на 36 утакмица и постигао један погодак. Био је један од ослонаца репрезентације Србије и Црне Горе у квалификацијама за Светско првенство у Немачкој, али након што из тактичких разлога селектора Илије Петковића није био стартер у премијерном мечу са Холандијом (0:1), био је видно незадовољан. У мечу са Аргентином (0:6) добија и други жути картон, тако да је пропустио меч са Обалом Слоноваче (2:3).
Иако је врло ретко наступао за енглески Портсмаут и каснији селектор репрезентације Србије Хавијер Клементе имао је поверење у овог везисту. Последњи меч за Србију забележио је 22. августа 2007. године против Белгије (2:3).

### Голови за репрезентацију
| #  | Датум             | Место        | Противник  | Гол | Резултат | Такмичење                                |
| -- | ----------------- | ------------ | ---------- | --- | -------- | ---------------------------------------- |
| 1. | 13. октобар 2004. | Београд, СЦГ | Сан Марино | 4–0 | 5–0      | Квалификације за Светско првенство 2006. |

## Трофеји

### Црвена звезда
- Првенство Србије (1) : 2006/07.
- Куп Србије (1) : 2006/07.